# 16247 Esner
A 16247 Esner (ideiglenes jelöléssel 2000 HY11) a Naprendszer kisbolygóövében található aszteroida. A LINEAR projekt keretében fedezték fel 2000. április 28-án.